# Xx (Album)
xx ist das Debütalbum der englischen Indie-Band The xx. Es wurde im August 2009 veröffentlicht.

## Titelliste
1. Intro – 2:08
2. VCR – 2:57
3. Crystalised – 3:22
4. Islands – 2:41
5. Heart Skipped a Beat – 4:02
6. Fantasy – 2:38
7. Shelter – 4:30
8. Basic Space – 3:08
9. Infinity – 5:13
10. Night Time – 3:37
11. Stars – 4:23

## Charts
Den größten Erfolg hatte das Album in Großbritannien, wo es Platinstatus bekam. Allerdings schaffte es das Album auch in die Charts in Kontinentaleuropa und den USA.
Als Singles wurden die Songs Crystalised, Basic Space, Islands und VCR ausgekoppelt.

## Rezeption
xx wurde von den Kritikern größtenteils positiv bewertet:
Pitchfork Media gibt dem Album eine gute Wertung mit 8.7 von 10 Punkten. Bei Allmusic erhält das Album vier von fünf Punkten. In der Rezension heißt es etwa: “[the] songs that are as simple as they are unique and mysterious.” (deutsch: „[die] Lieder sind so simpel wie sie einzigartig und mysteriös sind.“)
Auch bei laut.de gibt es eine Bewertung von vier von fünf möglichen Punkten und das Fazit: „Ein eingängiges und leicht konsumierbares Debüt ist das größtenteils nachts aufgenommene "XX" nicht geworden. […] Wo andere Songs junger Bands immer verzweifelter das Grelle suchen, um in der Masse überhaupt noch irgendwie aufzufallen, gerieren sich The XX vornehm zurückhaltend, angenehm elektronisch-unterkühlt, somnambul und doch nicht einschläfernd.“

## Auszeichnungen
Das Album erhielt den Mercury Music Prize 2010, eine jährlich vergebene Auszeichnung für das beste britische Musikalbum der vorangegangenen 12 Monate.